# Maison des Enfants (metrostation)
Het metrostation Maison des Enfants is een station van metrolijn 2 van de metro van Rijsel, gelegen in deelgemeente Lomme van de stad Rijsel. De naam komt van het nabijgelegen "Maison des enfants", een gebouw dat als kantine voor een school diende. Het metrostation ligt aan de Avenue de Dunkerque en tussen twee wijken, la Mitterie en la Délivrance.